# Konsulat Generalny Węgier w Gdańsku
Konsulat Generalny Węgier w Gdańsku (węg. Magyarország Főkonzulátusa Danzigben) – węgierski konsulat generalny działający w Gdańsku.
Okręg konsularny Konsulatu Generalnego Węgier w Gdańsku obejmuje województwa:
- pomorskie
- warmińsko-mazurskie
- zachodniopomorskie

## Historia

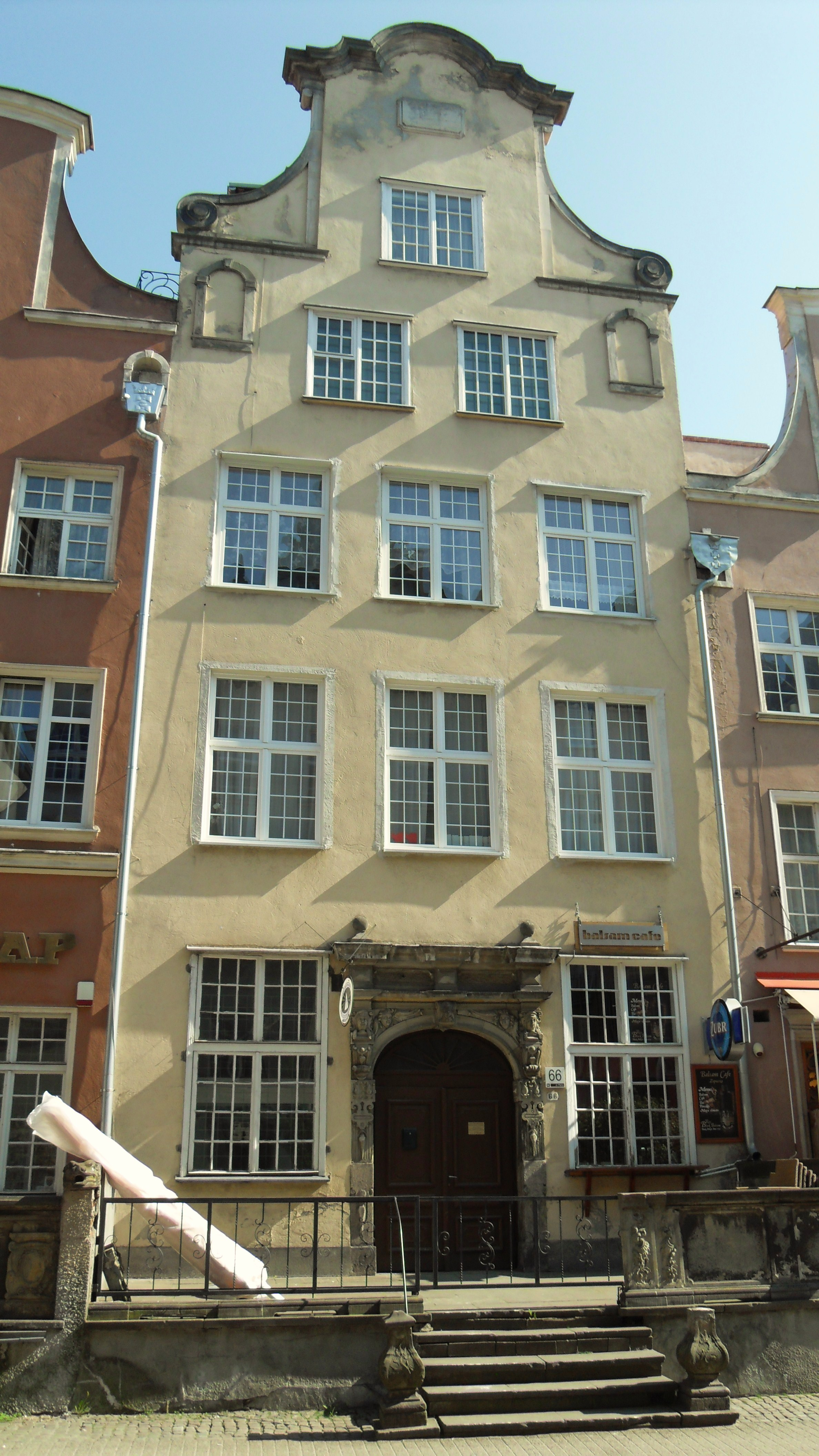
b. siedziba Konsulatu Węgier w Gdańsku przy ul. Piwnej 66 (1927-1933)

Pierwszy akredytowany przedstawiciel Węgier w randze konsula rozpoczął urzędowanie w Gdańsku w 1922. Urząd funkcjonował do 1942. W 2020 po 78 latach Konsulat Generalny Węgier w Gdańsku został ponownie otwarty.

## Kierownicy konsulatu
- 1922-1924 – George Gronau, konsul, obywatel gdański (1860-1924)[3]
- 1928 – dr Ernst Plagemann, konsul, obywatel polski (1882-1953)[6]
- 1930–1933 – Fritz Schulz, konsul, obywatel polski[7]
- 1936-1937 – Hermann Grube, konsul, obywatel gdański[6]
- 1938-1943 – Ernst Alberty[6]
- od 2020 – dr Pál Attila Illés[5]

## Siedziba
- Jopengasse 21 (obecnie ul. Piwna) (1925)
- Jopengasse 66 (1927–1933)
- Hohe Tor (Brama Wyżynna), Biuro Podróży Norddeutscher Lloyd (1936–1937)
- Langgasse 5 (ul. Długa) (1939–1940)
- Langgasse 73 (1941-1943)
- ul. Doki 1 (od 2020)